# 裏書 (古文書学)
裏書（うらがき）とは、図書の紙背（裏側）に記された別の文書のこと。
ただし、古文書においては他にも「裏書」と称する事例もあるため、それらも合わせて説明する。

## 概要
かつて、紙は貴重品であったことから、紙背に別の文書・裏書を書くことがしばしば行われた。
裏書として書かれた文書の内容が表側に書かれた文書の注釈や由来書としての役割を果たすなど、表裏の文書に関連性が持つ場合が有ったが、全く無関係な内容が記される場合も多かった。

こうした文書のうち、前者を「裏文書」、後者を「紙背文書」と呼んで区別する場合がある。

## その他の事例
日本の古文書においては、上記の他に「裏書」と称される事例が存在する。
- 証文などの権利文書に記載された権利が真正であることを確認する意味で奉行人などの権限を持つ者が文書の裏側にその旨の記載を行うことで保証・証明・承認することを裏書・裏封（「裏を封ず」の略）と称した。また、当該文書が実体の権利変動や謀書（偽文書）であると確認されたことで内容の真正さを失った場合にも否認の意味で裏書を行って表の文書の効力を否定したが、これを「裏を毀つ」「裏を破る」と称した。
- 訴訟文書として中世には双方の意見を記した問注勘状に判決文を裏書したり、近世には目安（訴状）に訴訟相手を召還する日付や判決内容を裏書する（目安裏書）と呼ばれる方法が用いられることがあった。
- 戦国時代の武家文書において、文書本体を包む封紙の裏側に差出人の苗字・官名を、表側には名前を記す慣例があり、その際の裏側の記載を裏書と称した（封紙裏書）。なお、格式が高い人は裏書の記載を省略できた慣例があり、それを裏書免除と称した。
- 複数の紙を繋ぎ合わせて1通の書状を作る際に継目の裏側に継目裏判（継目に裏判として花押を据えること）とともに、作成者の名前や文書名を記載する場合があり、それを裏書と称した（継目裏書）。